# Парк Рісаль
14°34′54″ пн. ш. 120°58′36″ сх. д. / 14.581667° пн. ш. 120.976694° сх. д.

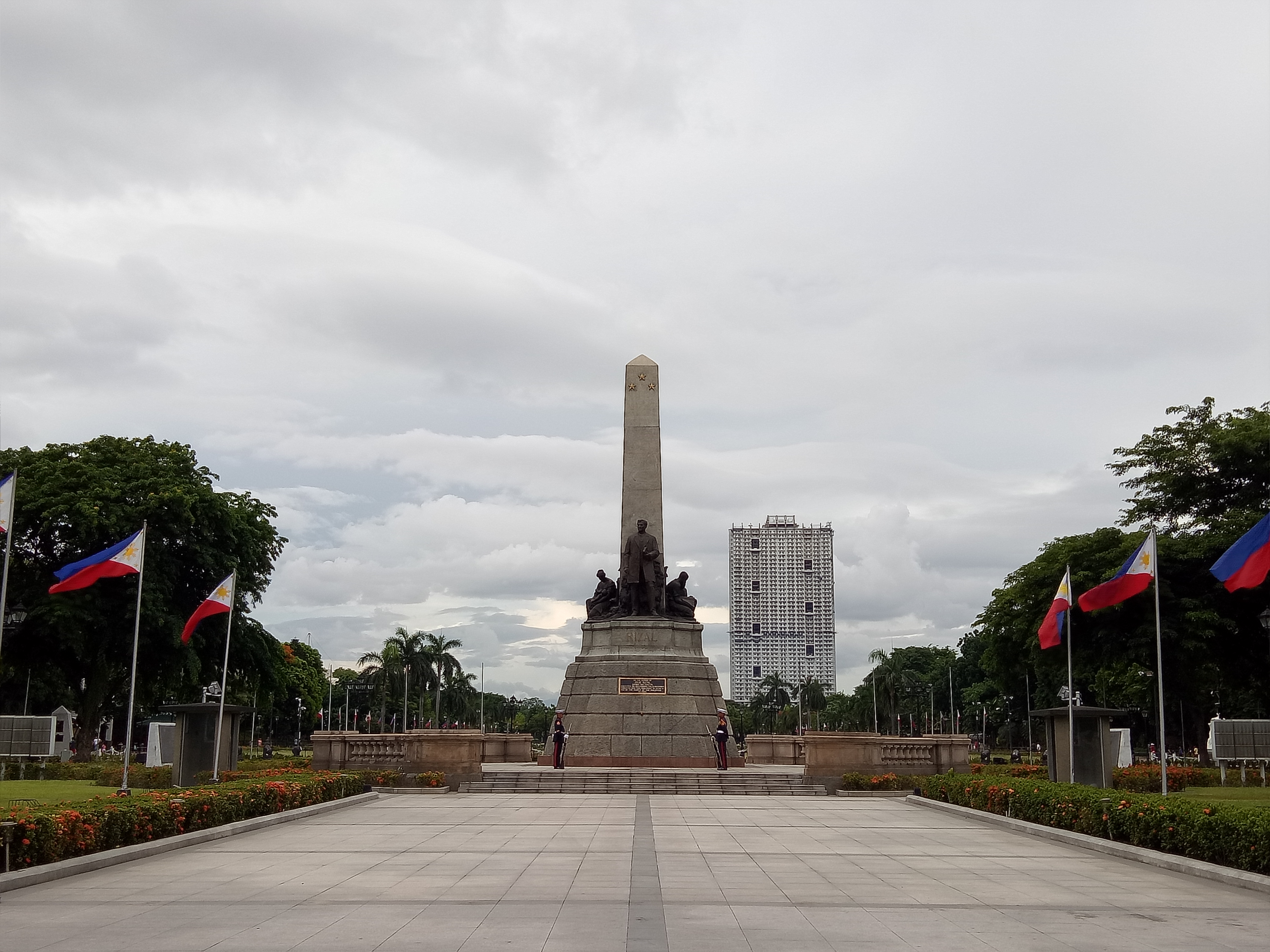
Пам'ятник Хосе Рісалю в парку Рісаль на задньому плані Торре де Маніла, 2018 рік

Парк Рісаль (тагальська. Liwasang Rizal, ісп. Parque Rizal), також відомий як парк Лунета — це історичний міський парк, розташований у Ерміті, Маніла. Він вважається одним із найбільших міських парків на Філіппінах, займаючи площу 58 гектарів (140 акрів). Місце, де розташований парк, спочатку було відоме як Багумбаян під час іспанського колоніального періоду. Він примикає до історичного міста-муру Інтрамурос. 
Парк, розташований на східному березі Манільської затоки, відіграє важливу роль у формуванні історії Філіппін. Страта філіппінського патріота Хосе Рісаля 30 грудня 1896 року в тому ж районі розпалила вогонь Філіппінської революції 1896 року проти Королівства Іспанія. Парк був офіційно названий на його честь, а пам’ятник, на якому поховані його останки, є символічним центром парку. 4 липня 1946 року тут відбулася декларація незалежності Філіппін від Сполучених Штатів, а також пізніші політичні мітинги, в тому числі Фердинанда Маркоса та Корасон Акіно, останній завершився революцією EDSA в 1986 році.

## Історія

### Іспанський колоніальний період
Історія парку Рісаль почалася в 1820 році, коли під час іспанського правління було завершено будівництво Пасео-де-Лунета на південь від стін Маніли на болотистій ділянці землі поруч із пляжем. До появи парку на болотистій місцевості було розташоване невелике містечко під назвою Нуево-Барріо («Нове місто» або Багумбаян тагальською мовою), яке сягає 1601 року. Місто та його церкви, перебуваючи поблизу міста-муру, використовувалися стратегічно як прикриття англійців під час їхньої атаки. Іспанська влада передбачала небезпеку, яку представляють поселення, які безпосередньо оточували Інтрамурос, з точки зору зовнішніх атак, однак представники Церкви виступали за те, щоб ці села залишилися. Через роль, яку вони зіграли під час британського вторгнення, вони були очищені після короткого правління британців з 1762 по 1764 рік. Церква Багумбаяна спочатку вшановувала Чорного Назарянина. Через наказ знищити село та його церкву зображення було передано до Сан-Ніколас-де-Толентіно в Інтрамурос, а копію перенесли до церкви Кіапо. З тих пір це відзначається Traslación реліквії кожного 9 січня, яке більш відомо як Свято Чорного Назарянина. Тому з 2007 року в парку почалися ходи 9 січня. Після знищення поселення Багумбаян ця територія згодом стала відомою як поле Багумбаян, де розташовані Казарми Лунета (Cuartel la Luneta), іспанський військовий госпіталь (який був зруйнований одним із землетрусів у Манілі) та оточена ровом надвірна споруда огороджене місто Маніла, відоме як Люнета (люнет) через його форму півмісяця.
На захід від поля Багумбаян знаходився Пасео-де-ла-Лунета, названа на честь укріплення, а не через форму площі, яка була довгим прямокутником розміром 100 на 300 метрів (330 футів × 980 футів), що закінчувався два півкола. Його також назвали Пасео де Альфонсо XII (Площа Альфонса XII) на честь Альфонса XII, короля Іспанії під час його правління з 1874 по 1885 рік. Пасео де ла Лунета був центром громадської активності жителів Маніли в ранні вечірні години. Ця площа була влаштована з доріжками та газонами та оточена широкою під’їзною дорогою під назвою «La Calzada» (Дорога), де їздять карети.
Протягом іспанського періоду з 1823 по 1897 рік, особливо в останній частині, місце стало сумно відомим публічними стратами. Всього в парку було страчено 158 політичних ворогів Іспанії. 17 лютого 1872 року троє філіппінських священиків, Маріано Гомес, Хосе Бургос і Хасінто Замора, відомі під загальною назвою Гомбурза, були страчені гарротою, звинуваченими в підривній діяльності внаслідок заколоту кавітів у 1872 році.

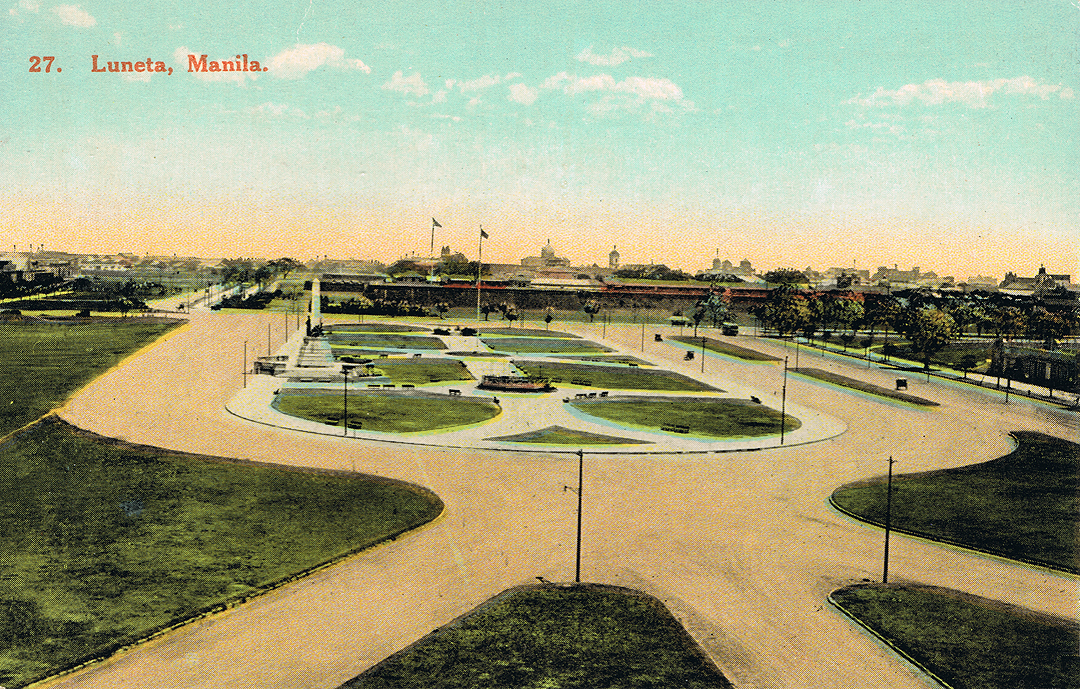
Пасео де Лунета, близько 1920-ті роки (пам'ятник Рісалю вже був)

### Американський колоніальний період
28 вересня 1901 року Філіппінська комісія Сполучених Штатів схвалила Закон № 243, згідно з яким у Лунеті буде споруджено пам'ятник на честь пам'яті Хосе Різала, філіппінського патріота, письменника та поета. Святиню було урочисто відкрито 30 грудня 1913 року, що збіглося з 17-ю річницею смерті Рісаля.

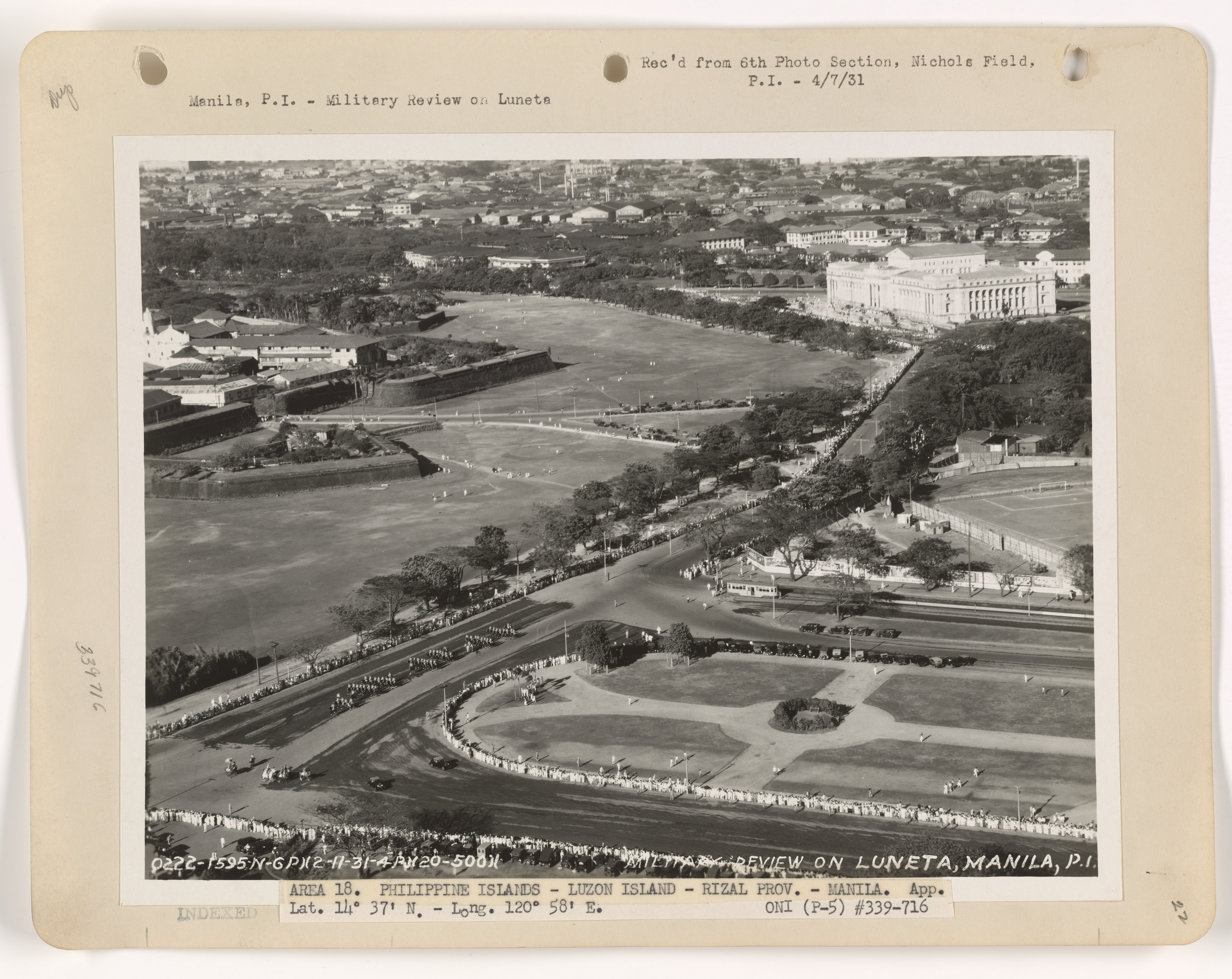
Військовий огляд на Лунеті, 1931 рік

Парк, зокрема район, який тоді називався Уоллес-Філд, також був обраний як місце для національного урядового центру Деніелем Бернемом, архітектором і містобудівником, якому Вільям Говард Тафт доручив створити план міста Маніли в 1902 році. Згідно з планом Бернхема, урядові будівлі, які будуть побудовані в парку, матимуть неокласичні будівлі з греко-римськими колонами. Велика будівля Капітолію, яка, за задумом, стала філіппінською версією Капітолію Сполучених Штатів, мала стати його ядром. Він мав бути оточений іншими урядовими будівлями, але лише дві з цих будівель були побудовані навколо кола Агріфіни, один проти одного. Це Департамент сільського господарства (нині Національний музей антропології) і Департамент фінансів (пізніше став Департаментом туризму, а тепер Національний музей природної історії). Ці дві будівлі були завершені перед Другою світовою війною. Парк також мав стати філіппінською версією Національного торгового центру у Вашингтоні, округ Колумбія, із запланованим будівництвом урядових установ. 
Місце також служило місцем проведення Манільського карнавалу та різноманітних виставок до початку Другої світової війни.
У серпні 1954 року президент Рамон Магсайсай створив Національну комісію з нагоди сторіччя Хосе Рісаля для організації та управління святкуванням сторіччя від дня його народження. Його плани включають будівництво грандіозного пам'ятника Хосе Різалю та Меморіального культурного центру Рісаля, який містив би національний театр, національний музей і національну бібліотеку в Лунеті. Це місце було оголошено національним парком 19 грудня 1955 року відповідно до Прокламації № 234, підписаної президентом Магсайсаєм. Національний парк Лунета охоплює територію приблизно 16,24 га (40,1 акрів), що охоплює територію навколо пам’ятника Різалу. Комісія парків і дикої природи (нині Бюро управління біорізноманіттям) керувала цією ділянкою після її створення як заповідної території.
У 1957 році президент Карлос П. Гарсія видав прокламацію № 470 про передачу управління національним парком Національній комісії сторіччя Хосе Різала. У 1961 році, на честь сторіччя з дня народження Різала, у парку було урочисто відкрито Національну бібліотеку. Потім його управління було передано Комітету з розвитку національних парків, доданому агентству Департаменту туризму, створеному в 1963 році президентом Діосдадо Макапагалом.
У 1967 році Національний парк Лунета був перейменований на Парк Рісаль після підписання Прокламації № 299 президентом Фердинандом Маркосом. Завдяки пожертвам урядів Тайваню та Японії були створені Китайський і Японський сади під час правління Маркоса. Парк під керівництвом виконавчого директора NPDC Теодоро Валенсії було розширено. Валенсія представила серію заходів «Концерт у парку» під час його керівництва.
12 червня 1998 року в парку відбулися численні урочистості, які завершили сторіччя Філіппін у 1998 році, подію, присвячену сторіччю проголошення незалежності від Іспанії та заснування Першої Філіппінської Республіки. Святкування очолив тодішній президент Фідель В. Рамос.

## Галерея

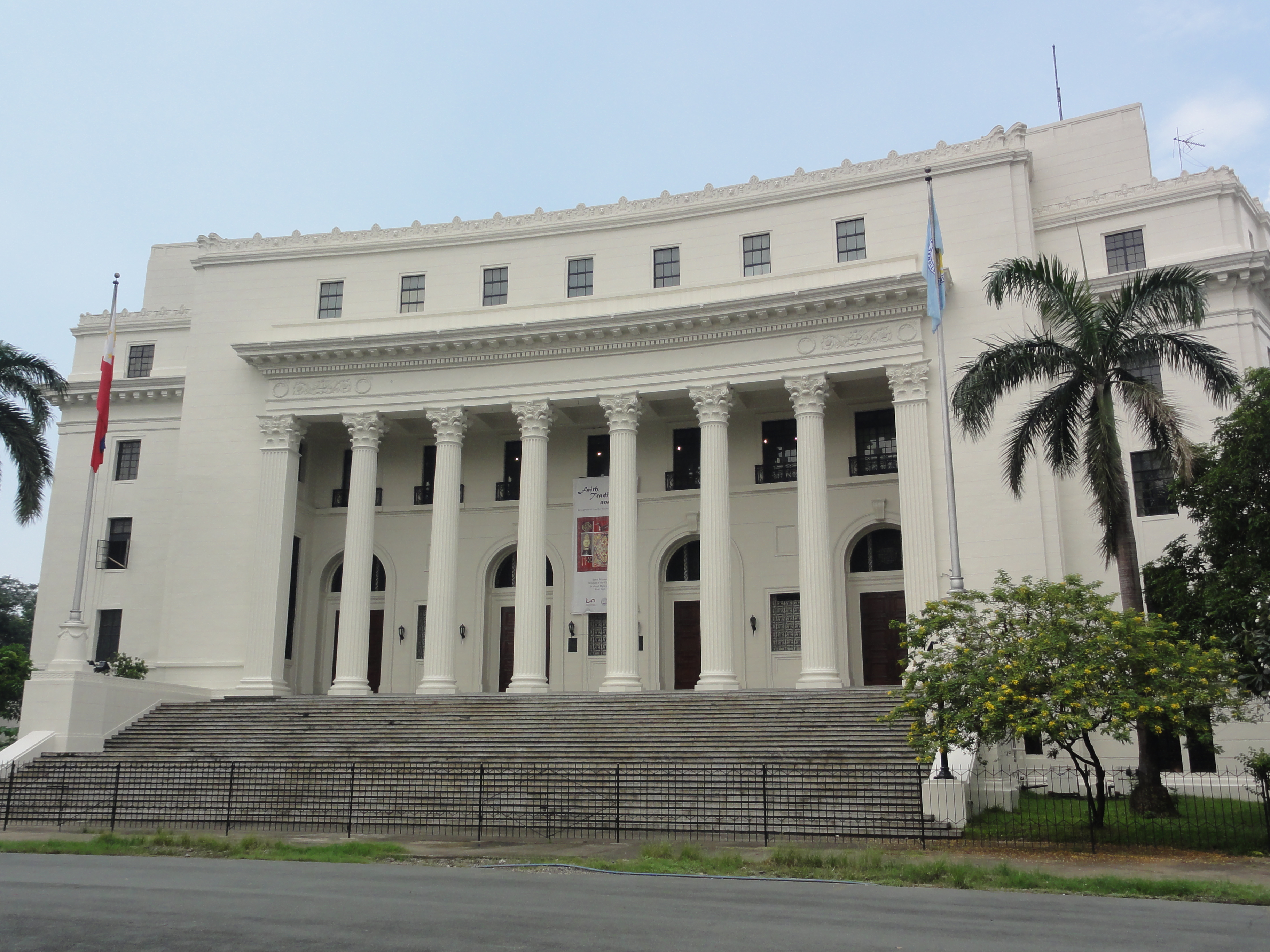
Національний музей антропології
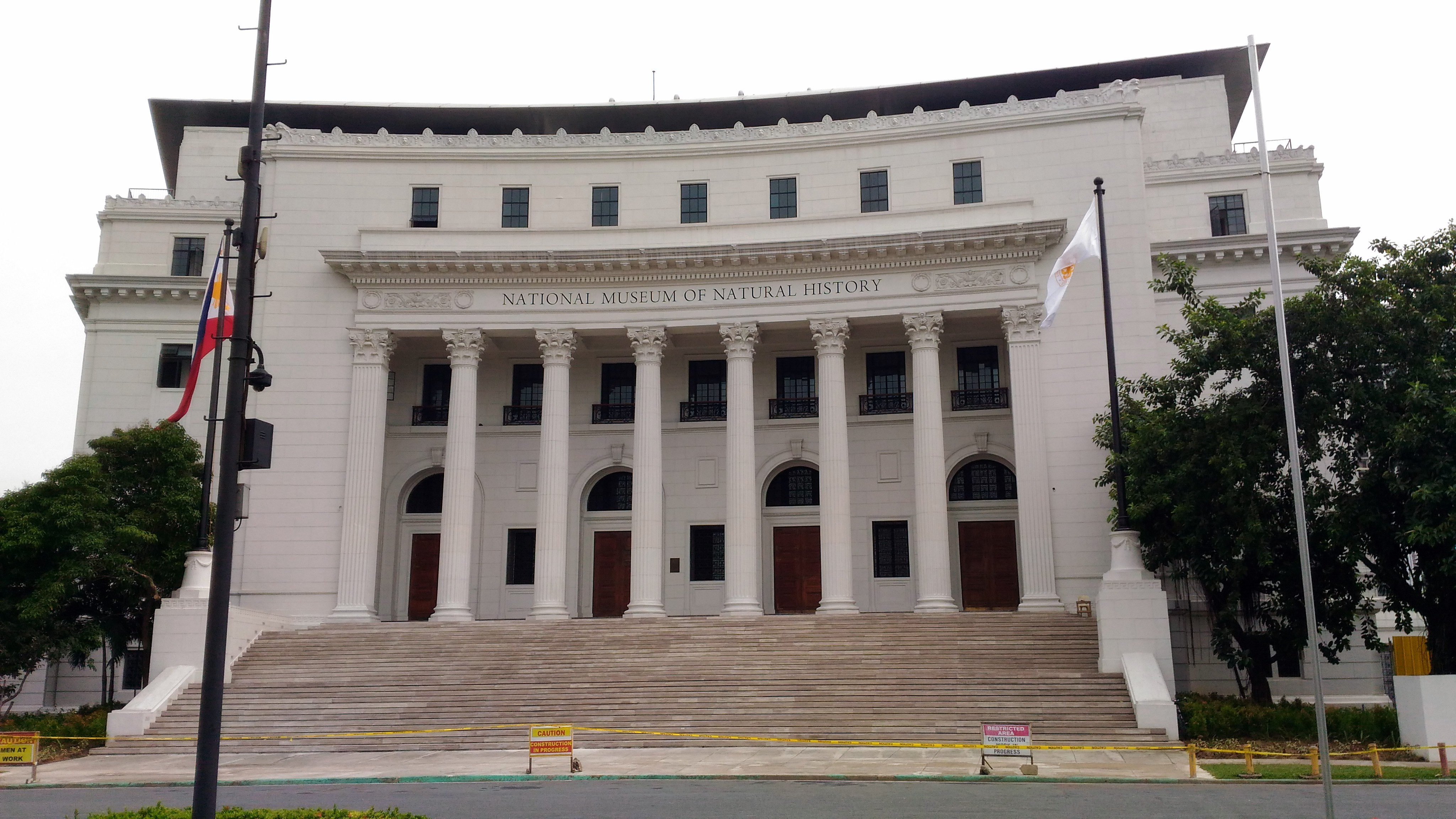
Національний природничий музей
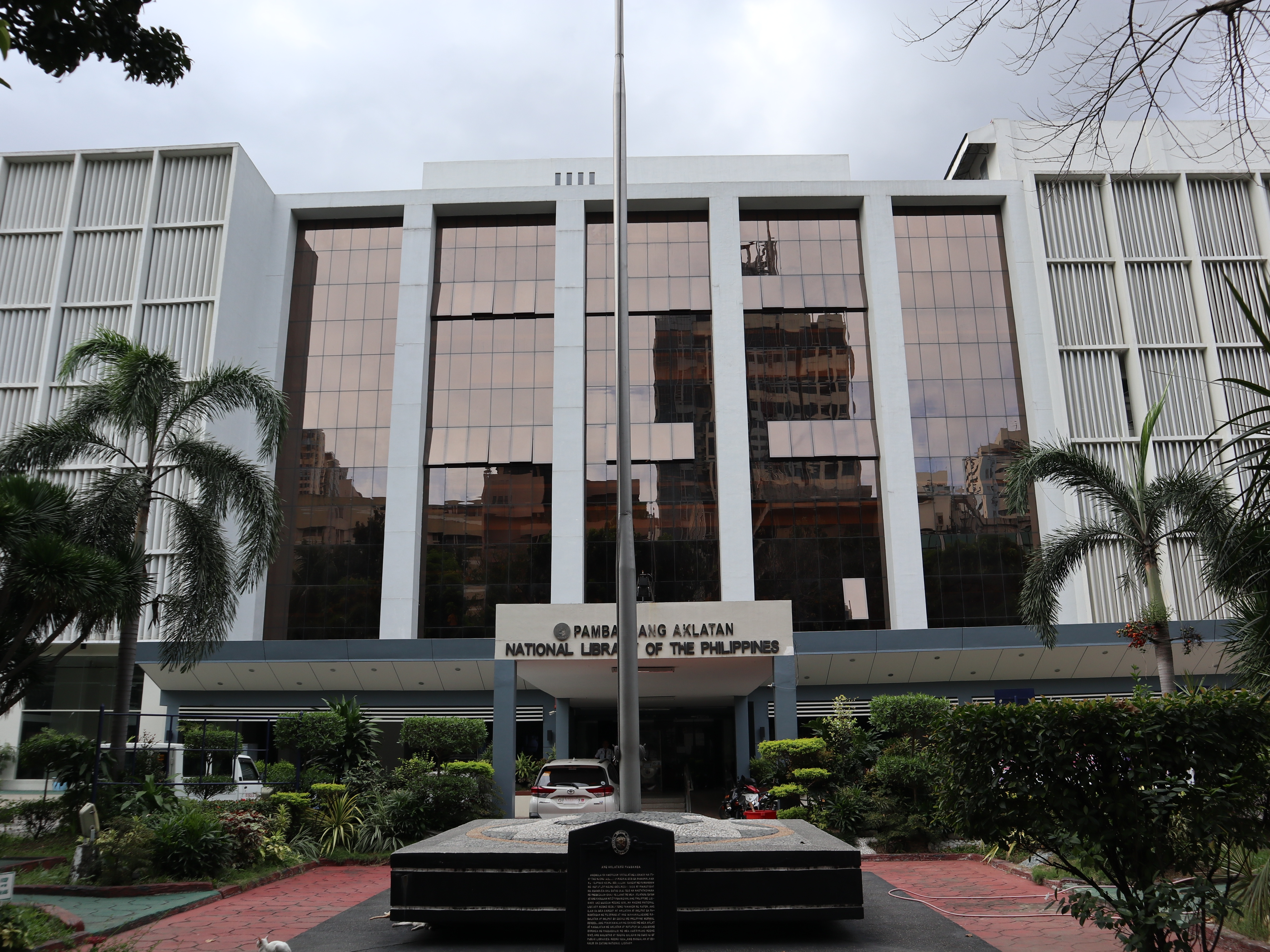
Національна бібліотека Філіппін
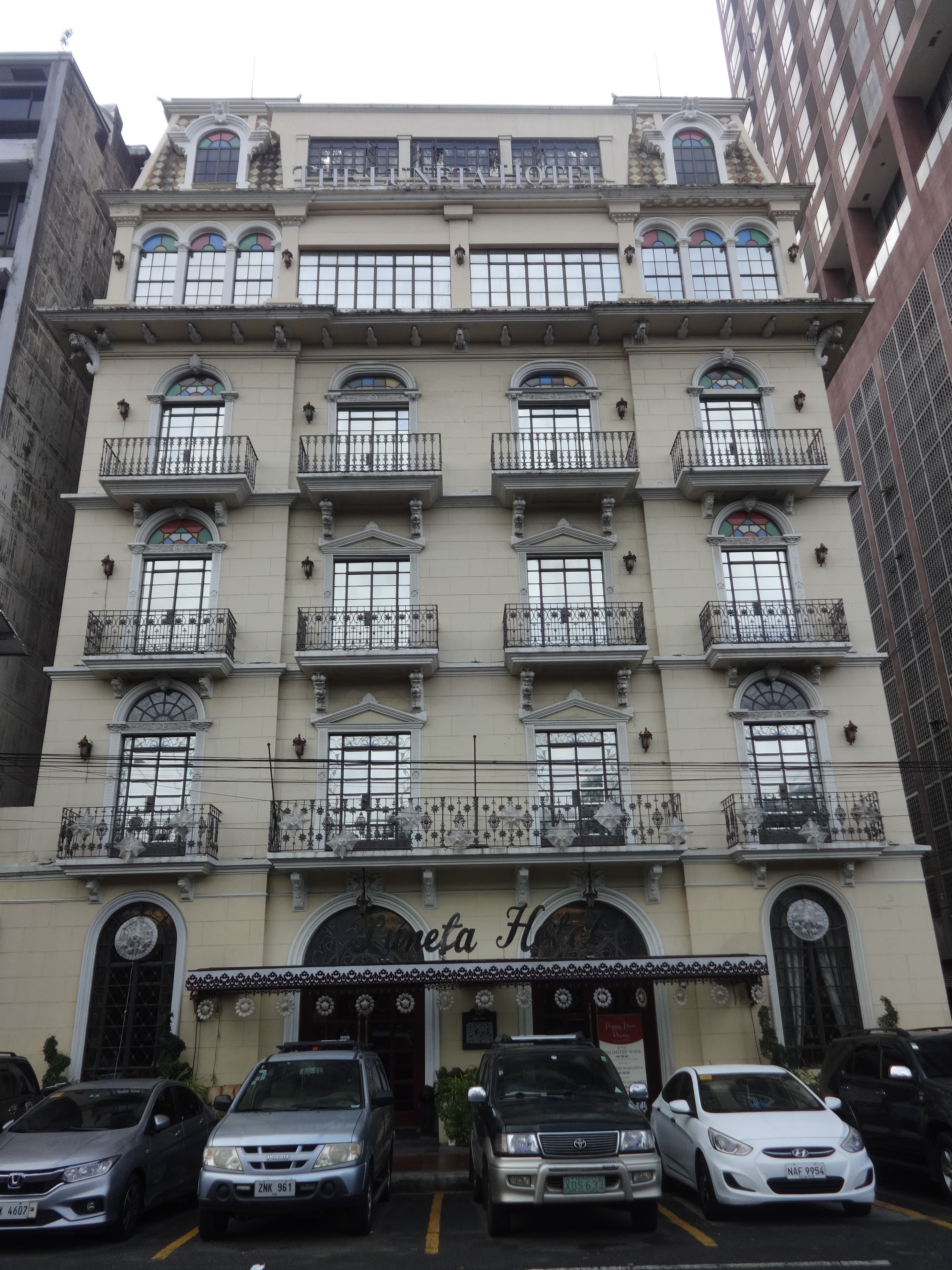
Готель "Лунета"
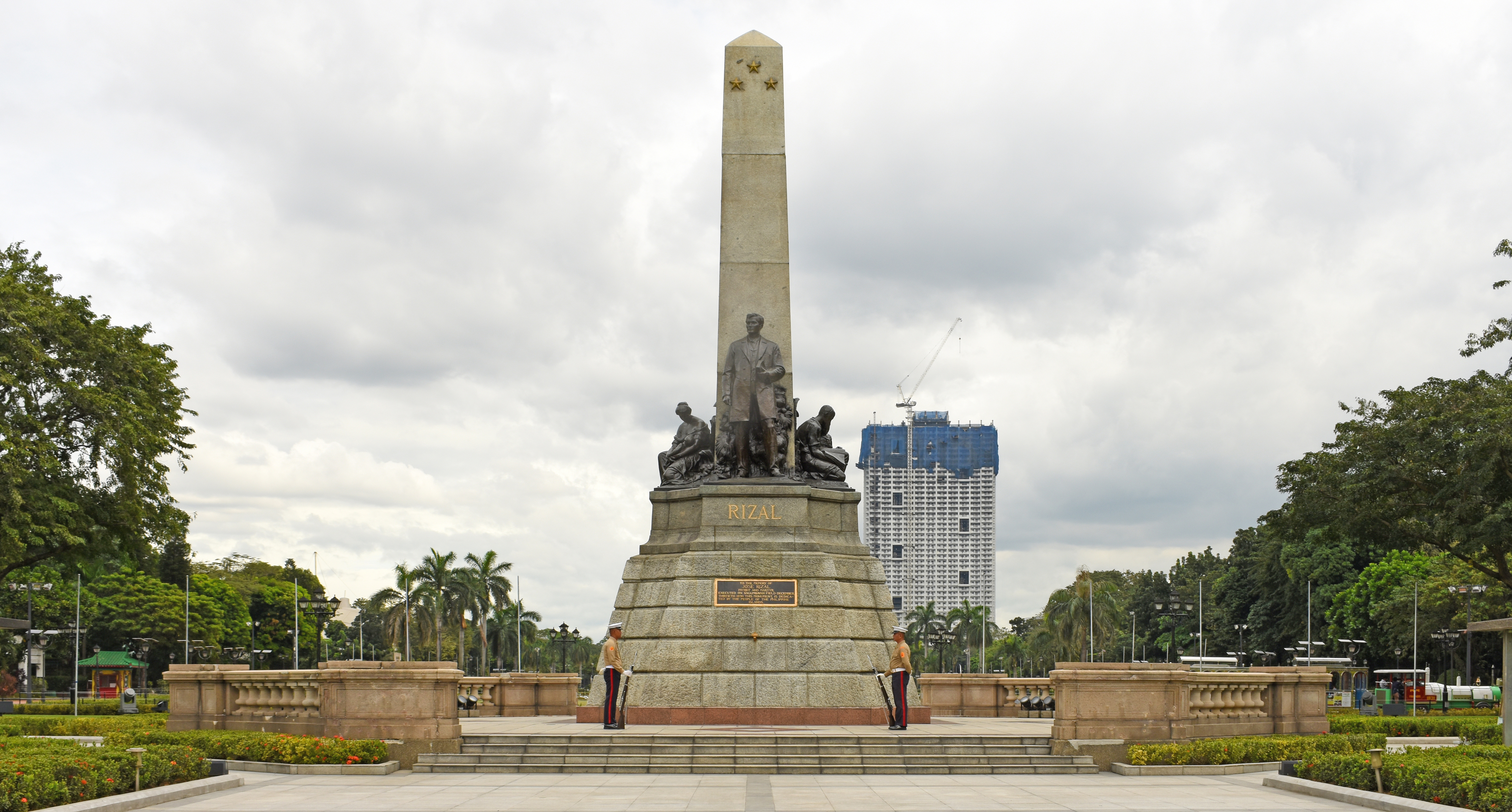
Монумент Хосе Рісалю
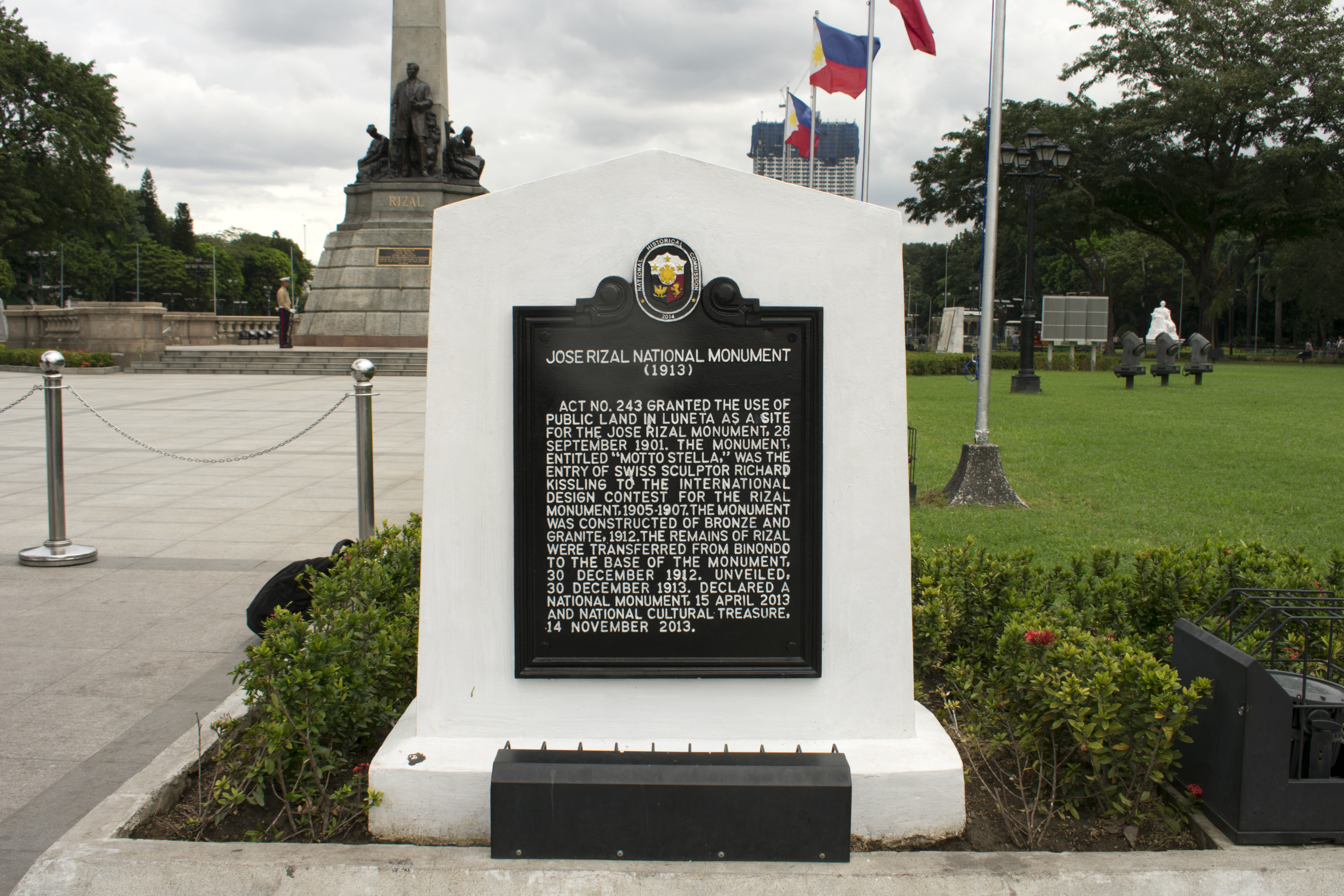
Монумент Хосе Рісалю
Пам'ятник Лапулапу в парку Рісаль
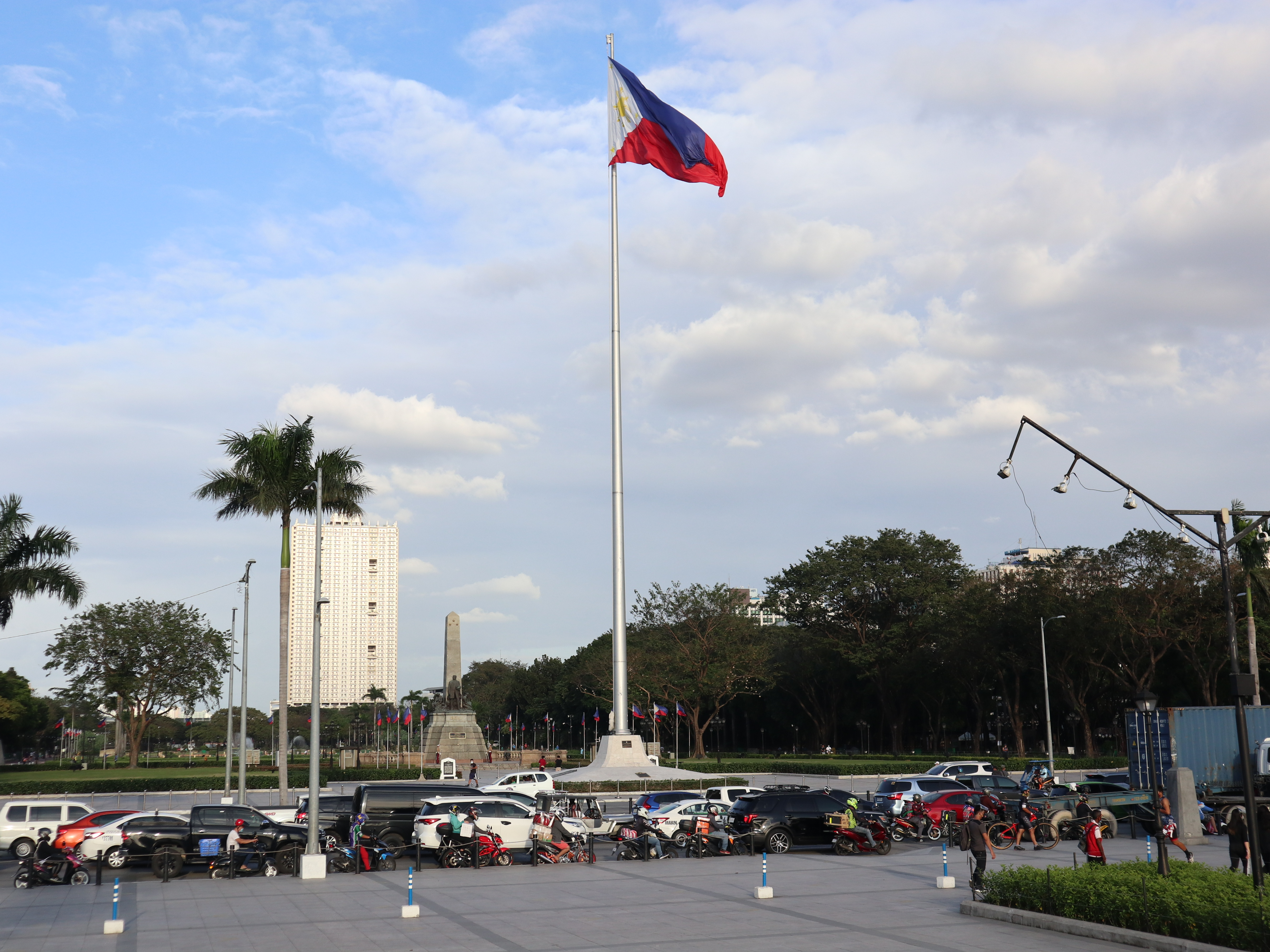
Флагшток Незалежності